# کاددووا
کاددووا (به لاتین: Kadduwa) یک منطقهٔ مسکونی در سری‌لانکا است که در استان جنوبی (سری‌لانکا) واقع شده‌است.